# Petter Hagander
Petter Hagander, född 1710, död 6 juli 1759 i Linköpings domkyrkoförsamling, Östergötlands län, var en svensk dekorationsmålare och kyrkomålare i Söderköping.
Hagander flyttade 1737 till Söderköping. Där var han verksam som målare. Omkring 1750 flyttade Hagander till Hospitalskvarteret i staden.

## Målningar
- 1741 - Jonsbergs kyrka.[8]